# Guilherme Briggs
Guilherme Briggs Neves (Rio de Janeiro, 25 luglio 1970) è un doppiatore, direttore del doppiaggio e blogger brasiliano.

## Biografia
In occasione dell'uscita del film Rotta verso la Terra, una sua amica pubblicò una lettera su un giornale criticando il pessimo doppiaggio della produzione. Di conseguenza, Guilherme Briggs fu invitato da lei a visitare lo studio responsabile del doppiaggio, VTI Rio. Nel 1991 iniziò così la sua carriera di doppiatore alla VTI Rio, doppiando poi anche per altri studi, e il suo primo personaggio fisso fu Worf, da Star Trek: The Next Generation. Nell'animazione il suo primo personaggio è stato Eek, di Fl-eek Stravaganza. 
Nel 1994 è diventato annunciatore per Cartoon Network Brasil e successivamente anche per Som Livre e Rede Globo.
Nel 1997, alla morte di Alexandre Lippiani, lo ha sostituito come voce brasiliana di Clark Kent negli ultimi cinque episodi della serie Lois & Clark - Le nuove avventure di Superman.

## Vita privata
Dal 2003 è sposato con la scrittrice di fumetti Fran Briggs.

## Doppiaggio

### Film
- Josh Brolin in L'uomo senza ombra
- Zachary Quinto in Star Trek e Into Darkness - Star Trek
- Andy Serkis in Lo Hobbit - Un viaggio inaspettato
- Tom Hardy in Il cavaliere oscuro - Il ritorno e Mad Max: Fury Road

### Serie televisive
- Dean Cain in Lois & Clark - Le nuove avventure di Superman
- Josh Holloway in Lost[4]

### Animazione
- Eek in Fl-eek Stravaganza
- Capitano Hazel "Hank" Murphy in Sealab 2021
- Freakazoid in Freakazoid!
- Lui in Le Superchicche
- Buzz Lightyear in Toy Story
- Norbert in Catastrofici castori
- Mewtwo in Pokémon
- Cosmo in Due fantagenitori
- Mosè in Il principe d'Egitto
- Scooby-Doo in Scooby-Doo e il fantasma della strega
- Bruce in Alla ricerca di Nemo
- Topolino in La casa di Topolino[5]
- Brook in One Piece
- Yoda in Star Wars: The Clone Wars
- Auto in WALL•E
- Ebenezer Scrooge (Jim Carrey) in A Christmas Carol
- Caine in The Amazing Digital Circus
- Robertinho/Janjão in Super Drags
- Joseph Joestar in Le bizzarre avventure di JoJo: Battle Tendency

### Videogiochi
- Superman in Injustice: Gods Among Us, Injustice 2[6]
- Dr. Harley Sawyer in Poppy Playtime

## Riconoscimenti
- Prêmio Top Blog: Miglior Blog Umoristico (2009, 2011)
- Prêmio Yamato: miglior doppiatore protagonista per A Christmas Carol (2010)
- Prêmio da Dublagem Carioca: miglior direttore del doppiaggio per un film cinematografico per Rio (2011)
- Crunchyroll Anime Awards (Brasile): miglior doppiatore per Brook in One Piece (2024)[7]